# November (2004)
November is een Amerikaanse psychologische thriller. De film werd voor het eerst vertoond op het Sundance Film Festival in 2004. De hoofdrol wordt vertolkt door Courteney Cox. Zij speelt Sophie Jacobs, een fotografe wier leven in een stroomversnelling terechtkomt na een traumatische gebeurtenis op 7 november, waarbij haar vriend (gespeeld door James LeGros) betrokken is. Andere belangrijke rollen worden gespeeld door Michael Ealy, Nora Dunn, Anne Archer, Nick Offerman en Matthew Carey.
De onafhankelijke low-budget film werd geregisseerd door Greg Harrison, geschreven door Benjamin Brand en Greg Harrison, en geproduceerd door Danielle Renfrew en Gary Winick. Sony Pictures Classics bracht de film op 22 juli 2005 uit in de Amerikaanse theaters. De film werd aan de ene kant geprezen vanwege de kwaliteit van de met digitale video opgenomen beelden, maar ontving aan de andere kant veel slechte kritieken omdat het verhaal te onduidelijk was, en voor een deel ontleend aan andere films. Critici trokken een parallel met het werk van filmmakers als David Lynch en M. Night Shyamalan.

## Verhaal
Op de avond van 7 november gaan fotografe Sophie Jacobs (Cox) en haar vriend, advocaat Hugh (Legros), eten bij een Chinees restaurant. Als ze daarna naar huis rijden, krijgt Sophie trek in "iets zoets" en ze stoppen bij een gemakswinkel. Terwijl Hugh in de winkel wat chocolade voor Sophie aan het kopen is, komt er een gewapende man (Carey) aan en overvalt de winkel. Hij schiet de winkelbediende, diens zoon en Hugh dood. Hij rent weg op het moment dat Sophie aankomt.
Sophie raakt in een diepe depressie. Ze kan zichzelf er niet toe brengen Hughs stem te wissen van hun antwoordapparaat. Ze zoekt hulp bij haar psychiater, Dr. Fayn (Dunn), voor de aanhoudende aanvallen van hoofdpijn waaraan ze lijdt sinds Hughs dood. Ze vertelt Dr. Fayn dat de hoofdpijnaanvallen al begonnen vóór het incident bij de gemakswinkel, en dat ze een verhouding had gehad met een collega, Jesse (Ealy).
Bij een les in de fotografiecursus die zij aan een college geeft, installeert Sophie een diaprojector, waarmee de studenten hun beste foto's kunnen laten zien. Op één dia in de serie is de buitenkant van de gemakswinkel te zien op de avond van 7 november. Sophie belt Officer Roberts (Offerman), het hoofd van het onderzoek naar de schietpartij bij de winkel. Die vraagt zich net zo hard als zijzelf af wie die foto gemaakt heeft. Sophies hoofdpijnen houden aan en ze begint vreemde geluiden te horen die van binnenuit haar appartement komen, en mysterieuze stemmen aan de telefoon. Later ontdekt Officer Roberts dat de foto van de winkel werd betaald met Sophies creditcard.
De film laat dan nog twee andere versies van de gebeurtenissen zien, en Sophie moet zien uit te vinden welke versie de echte is om te voorkomen dat ze haar greep op haar gezond verstand en haar leven verliest. De tweede versie suggereert dat Sophie aanwezig was bij de schietpartij en alleen ongedeerd is gebleven omdat de kogels van de schutter op waren. De derde versie suggereert dat zowel Sophie als Hugh werden gedood. Volgens actrice Cox moet haar personage "door drie stadia heen. Eerst is er de ontkenning. Dan voelt ze zich schuldig en verdrietig over de situatie. Daarna moet ze het leren aanvaarden." Volgens Greg Harrison stelden de gebeurtenissen in de film Sophies herinneringen voor op het moment dat zij en Hugh stervend op de vloer van de winkel lagen: "Elke opwelling in haar geheugen was haar manier om af te rekenen met het verschrikkelijke trauma, namelijk dat ze om volstrekt geen enkele reden was gedood, en dat het een toevallige daad van geweld was die ze niet kom plaatsen." Hij voegde daaraan toe dat hij het gevoel had dat het einde van November open genoeg was om te kunnen hopen dat de kijkers "zelf de mooiste verhalen zullen verzinnen, die erg verschillen van hoe ik het zag."

## Rolverdeling
| Acteur             | Personage     | Opmerkingen |
| ------------------ | ------------- | ----------- |
| Courteney Cox      | Sophie Jacobs | hoofdrol    |
| James LeGros       | Hugh          |             |
| Dori Mizrahi       | Adnan         |             |
| Amir Talai         | George        |             |
| Matthew Carey      | Shooter       |             |
| Nora Dunn          | Dr. Fayn      |             |
| Brittany Ishibashi | Lim           |             |
| Constance Hsu      | Wei           |             |
| Anne Archer        | Carol Jacobs  |             |

## Ontwikkeling
Het oorspronkelijke script van de film werd geschreven door Benjamin Brand, die al diverse niet uitgevoerde scenario's had geschreven en aan studio's verkocht. Brand was assistent geweest van producent Danielle Renfrew bij de film Groove (2000), die werd geregisseerd door Greg Harrison. Brand, Renfrew en Harrison waren vrienden, en woonden alle drie in San Francisco, waar ze afzonderlijke projecten voor middelgrote studio's ontwikkelden, die, volgens Renfrew, allemaal nog jaren van het stadium van uitvoering verwijderd waren. Brand las in die tijd een krantenverhaal over een schietpartij tijdens een beroving van een winkel, waarbij de berover het lijk van de eigenaar achter de toonbank had verstopt en vervolgens de plaats van de eigenaar achter de toonbank had ingenomen toen er klanten binnenkwamen. Geïnspireerd door het verhaal en de plaats waar het zich afspeelde, alsmede door ervaringen in zijn eigen leven (hij was ooit docent fotografie geweest aan de Kunstacademie), schreef Brand een scenario en legde het voor aan Renfrew en Harrison. Die waren beiden onder de indruk. Harrison noemde het: "fascinerend ... een soort abstracte oefening in verhalen vertellen, die ik spannend en brutaal vond."
Merk en Harrison werkten in de zes volgende maanden aan verschillende opeenvolgende versies van het script. Harrison, die de "vreselijke, vreselijke" ervaring van het omgaan met de dood van een goede vriend noemde als zijn persoonlijke inspiratie voor de film, zorgde ervoor dat hun inspanningen zich er meer op richtten om een diepgaand element van emotie in het script te krijgen. In zijn eigen woorden waren ze bezig: "te proberen om uitdrukking te geven aan de subjectieve ervaring van een trauma." Toen zij en Renfrew eenmaal tevreden waren met hun werk, begon de groep het project voor te leggen aan verschillende productiebedrijven. Renfrew koos er bewust voor om het project niet aan grote Hollywood-studio's, zoals 20th Century Fox of Warner Bros voor te leggen. In plaats daarvan koos ze voor "kleinere bedrijven die geïnteresseerd waren om iets te doen dat afweek van de gulden middenweg." Een doorbraak werd bereikt na een ontmoeting met regisseur Gary Winick, die een bedrijf in New York had opgezet, onder de naam InDigEnt. Het bedrijf was gespecialiseerd in het steunen van lowbudgetfilms, opgenomen met digitale video, zoals Personal Velocity: Three Portraits (2002), Tadpole (2002) en Pieces of April (2003). Greg Harrisons debuutfilm Groove had veel indruk op de leiding van het bedrijf gemaakt en John Sloss van Cinetic Media zei: "November is precies het soort scherp en stimulerend materiaal dat InDigEnt heeft gemaakt tot wat het nu is."
Vóór de ontwikkeling van het filmproject had Harrison actrice Courteney Cox gekozen voor een ensemblefilm met script van Garry Trudeau, die nog in het ontwikkelstadium verkeerde bij Fox Searchlight. Cox was een sitcomactrice die vooral bekend was door haar rol in de televisieserie Friends en had slechts aan een handvol meer serieuze producties meegewerkt. Hoewel het Trudeau-project was bedoeld als komedie, zei Harrison dat hij al bij zijn eerste ontmoeting met Cox het gevoel had dat ze "heel goed drama kon spelen en heel graag haar komische rollen wilde ontstijgen." Het Trudeau-project werd uiteindelijk niet in productie genomen, maar toen Harrison begon te selecteren van acteurs voor November, werd Cox een belangrijke kandidaat voor de hoofdrol. Hij bood haar de rol aan zonder dat ze auditie hoefde te doen: "Courteneys grootste uitdaging is om zichzelf opnieuw uit te vinden... Ik wist dat ik iets in haar naar boven kon brengen, wat het publiek nog niet had gezien," zei hij. Cox, die zelf zei dat ze meer lijkt op haar personage in November, dan op haar Friends-personage, Monica Geller, zei: "Ik wilde November maken, omdat het fascinerend, verwarrend, dubbelzinnig en griezelig is en het je aan het denken zet. Er zijn niet zo veel films waarbij je de bioscoop verlaat en erover wilt praten." Ze voegde eraan toe: "de film probeerde je de vrouwelijke beleving van een tragedie mee te laten maken, en dan wel alle stadia. Ik heb ervan genoten."

## Productie
Harrison, Brand en Renfrew hadden de bedoeling om de film te situeren in San Francisco en ook daar te filmen, maar dat voorstel bracht problemen met zich mee. Cox zat vast aan Friends, dat werd opgenomen in Los Angeles, en het budget voor de film stond niet toe dat ze het hele productieteam zouden verplaatsen naar Noord-Californië voor de duur van de opnames. De filmmakers waren gedwongen om in Los Angeles te filmen, maar Renfrew gaf later aan dat ze geen spijt had van dat besluit: "We wilden het verhaal laten spelen in anoniem stedelijk gebied. En ik denk dat we daarin geslaagd zijn."
Het filmen begon op 19 mei 2003 en vond plaats toen Cox vrij had van haar Friends-opnames. Renfrews huis in Los Angeles fungeerde als het appartement van Cox' personage in de film. Het budget was niet groot genoeg om vanuit trailers te kunnen werken, maar met een beetje overtuigingskracht konden aangrenzende appartementen worden omgetoverd tot kleedruimtes en dergelijke. Voor haar rol zette Cox een bril op met een zwaar frame, en ze liet zo'n achttien centimeter van haar haar afknippen en er een grijze streep in verven. Harrison zei: "Ze wordt in de modewereld gezien als "glamorous", een popidool uit Friends, dus hoe stel je dat profiel naar beneden bij door middel van kleding, waarbij je gelijk ook maakt dat haar lichaam anders voor haar aanvoelt? Ik liet haar die kleren ook dragen als we niet filmden, om haar het gevoel te geven dat ze iemand anders was."
De cinematograaf van de film was Nancy Schreiber, die nog nooit eerder een film had gedraaid op Mini-DV. Harrison wilde de overgangen tussen de delen van de film - en Sophies emoties - ook visueel duidelijk maken, en hij droeg Schreiber op om daartoe verschillende kleurzwemen te gebruiken. Voor de berovingsscènes in de opening van de film (die door de hele film terugkomen) had Schreiber twee Panasonic AG-DVX100-camera's met witbalans en kleurtemperatuurregelaar gekocht. Ze gebruikte ze met kleurfilters en de natrium straatlampen die om de echte gemakswinkel heen stonden waar de ploeg filmde, om het beeld groen te maken. Een soortgelijk proces werd gebruikt in het tweede deel van de vertelling, dat baadt in oranje om Sophies wanhoop uit te drukken, terwijl wit de aanvaarding uitdrukt in de derde en laatste act van de film. Om een blauwe kleurgloed te helpen bewerkstelligen voor het eerste deel van de film ("ontkenning") omgaf Schreiber de filmlocaties met machines die rook over de hele set pompten. Filmer en Sundance Film Festival-jurylid Frederick Elmes merkte over Schreibers werk op: "Ze heeft licht en kleur gebruikt op een manier die bij de camera past. En ik denk niet dat je zulk soort dingen per ongeluk doet. Dit is volledig ontworpen."
Harrison juichte de snelheid van de Mini-DV toe die zo'n korte filmtijd toeliet: "We konden soms met meerdere camera's tegelijk filmen, wat gunstig was voor onze planning." Hij verwees ook naar de voordelen van de Mini-DV bij de post-productie, en schatte dat 75%-80% van de vormgeving van beeld en geluid op desktop computers was gedaan. November werd gefilmd in vijftien dagen met een budget van $150.000 en de post-productie kostte hetzelfde - een typisch productiemodel voor films die door InDigEnt worden geproduceerd. Over het strakke schema en de productiekosten zei Harrison: "Ik beveel het niet aan om op deze manier een film op te nemen en ik zou het liever niet weer doen, om eerlijk te zijn. Het vergt echt heel veel van je."
Toen het filmen eenmaal klaar was ging Harrison naar de bewerkingskamer en bouwde de film op in de loop van achttien weken, waarbij hij af en toe overleg zocht met collega's, zoals Sarah Flack (editor van The Limey (1999) en Lost in Translation (2003)). Harrison, die ooit in de filmindustrie was begonnen als editor, merkte de sterke betrokkenheid van de belangrijkste creatieve medewerkers op in de hele pre-productie, productie en post-productie, en noemde het "een soort van een meer holistische benadering van de post-productie." Hij beschreef de ervaring van het (voor het grootste deel) in z'n eentje bewerken van de film als "onmenselijk" en "uitputtend", maar hij zei dat hij desalniettemin tevreden was met zijn werk. Toen haar gevraagd werd naar de speelduur van de film, drieënzeventig minuten, zei Renfrew dat Harrison "het verhaal en de film de lengte had laten bepalen, in plaats van te proberen hem tot een bepaalde lengte te dwingen."

## Ontvangst
November maakte deel uit van het hoofdprogramma van het Sundance Film Festival en werd daar voor het eerst voor publiek vertoond op 19 januari 2004. Voor haar werk aan de film kreeg Nancy Schreiber de "Excellence in Cinematography Award" van het festival. Schreiber zei dat dat nogal een schok voor haar was omdat ze het hadden moeten opnemen tegen films die op echte film waren geschoten. De kritieken waren overwegend positief. Guylaine Cadorette zei over de film dat het er een was waar zeker over gesproken zou gaan worden, buiten het festival, terwijl Todd McCarthy van Variety schreef dat de film "een stilistische tour-de-force was, meer toegewijd aan het maken van een filmische puzzel dan aan het zorgen voor dramatische bevrediging." De producers waren terughoudend om de film snel aan een distributeur te verkopen. Roger Friedman, van Fox News zei daarover dat ze "wellicht hun hand overspeeld hadden in het jongleren met aanbiedingen." De film werd later dat jaar verkocht aan Sony Pictures Classics, dat ook Groove had gedistribueerd. Na de vertoning op Sundance keerde Harrison terug naar de bewerkingskamer om een paar laatste aanpassingen aan de film te doen. Gedurende dat jaar raakte Cox zwanger van haar eerste kind en de producers realiseerden zich dat ze niet beschikbaar zou zijn voor promotionele activiteiten tot na de bevalling. Na ampele overweging werd besloten om de film niet vóór de volgende zomer uit te brengen in de bioscoop. De film werd echter nog wel vertoond tijdens het Internationale Filmfestival van Oslo, op 20 november 2004.
Renfrew werd genomineerd voor de Producers Award tijdens de Independent Spirits Awards van 2005 - waarvoor de bijeenkomst werd gehouden in februari 2005 - deels vanwege haar werk aan November. Op 26 april 2005 werd de film vertoond op het San Francisco International Film Festival, waarvan de organisatoren de film omschreven als een "hommage aan de hersenspoelende thrillers van David Lynch ... geïnspireerd door de waarneming-versus-werkelijkheid gedachtenspelletjes van Mulholland Drive en de griezelige psychologische schoonheid van Nicolas Roegs Don't look now." De reactie van het publiek op de vertoning tijdens het festival was over het algemeen positief, maar filmcriticus Brandon Judell deed de film af als "uiterst irritant en onzinnig," terwijl Joanne Bealy zei dat het "een Mulholland Drive/David Lynch-naäper was, die zelfs met een lengte van maar 88 minuten te lang voor me was." De film werd daarna nog vertoond op het Seattle International Film Festival (op 31 mei 2005) en het Los Angeles Film Festival (op 22 juni 2005).
De kritieken die November kreeg nadat de film in de Verenigde Staten was uitgebracht waren lauw. Greg Bellavia van Film Treat beschreef de film als Run Lola Run ontmoet Pi met een saus van Se7en ... Als een thriller lijkt het allemaal verschrikkelijk bekend en de film kan maar met moeite een eigen geluid laten horen." Hij voegde eraan toe: "Harrison en de rest slagen erin een van de vreemdste romantische films te maken die er bestaan en voor hun poging om iets onconventioneels te maken verdienen ze erkenning." De New York Daily News was negatiever in zijn samenvatting van de film en bestempelde die als "een kronkelig en onbevredigend psychologisch drama." Mark Holcomb, die een recensie schreef voor The Village Voice, zei dat de film "steeds minder boeiend werd naarmate de uitkomst duidelijker werd. Maar voordat, ongeveer halverwege, het vanzelfsprekende einde boven komt drijven, houden de eigenaardige, zenuwachtigmakende elementen je in hun greep." F.X. Feeney van de LA Times schreef: "Het wordt nooit zo'n raadsel als, laten we zeggen, Mulholland Drive, of zelfs The Sixth Sense (ondanks de op effectbejag beluste laatste onthulling)", terwijl de Seattle Post-Intelligence het "een krachteloze heruitgave van M. Night Shyamalan en David Lynch" noemde.
Scott Tobias schreef: "Met iedere volgende terugkeer naar de scène worden de dingen alleen maar onduidelijker en minder boeiend, de film verliest zich in pretentieuze symboliek en voor de hand liggende visuele markeringspunten." Michael Sragow van de Baltimore Sun gaf een vergelijkbaar commentaar, namelijk dat "Benjamin Brands script een puzzel zonder bevredigende oplossing" was. Roger Ebert van Chicago Sun-Times, die een vergelijking maakte tussen het verhaal van de film en de vijf fases van rouwverwerking van Elisabeth Kübler-Ross, beweerde dat "antwoorden er niet toe zouden doen. Iedere andere verklaring, bijvoorbeeld een speech door de psychiater, of de politieagent die precies zou uitleggen wat er echt gebeurd was, zou een truc zijn. Het is beter om toe te staan dat November afdaalt in verwarring en wanhoop. ... de film marchandeert niet en legt niet uit." Een recensie in Entertainment Weekly zette de film neer als "een hommage aan het werk van David Hockney: Net zoals Hockney dat doet wanneer hij kleine, overlappende Polaroid-foto's aan elkaar plakt, die niet noodzakelijk tot een logisch verband leiden in het grote geheel."
Marc Mohan van The Oregonian deed de film af als "een post-Memento thriller, die rammelt aan je gezond verstand en zich een stuk slimmer voordoet dan-ie in werkelijkheid is." maar hij merkte op dat Courteney Cox "zich niet hoeft te schamen" voor haar rol, terwijl The Hollywood Reporter vond dat ze "zo overtuigend als ook maar even mogelijk" was. Mark Holcomb zei echter dat Cox' optreden "eerder ongeduld dan verslagenheid uitdrukte," en F.X. Feeney vond "Cox' spel te verstild om de pijn van deze vrouw overtuigend uit te drukken." Anderen, zoals Walter Addiego (San Francisco Chronicle), geloofden dat de film een bewuste keus van Cox zelf was om "zich als een geloofwaardig filmactrice neer te zetten, na het megasucces van Friends."
De meeste lof in de recensies ging uit naar het werk van cinematograaf Nancy Schreiber aan de film. Scott Tabias zei dat de film er "binnen de technische beperkingen alles uit haalt." Marc Savlov van de Austin Chronicle verklaarde dat de film "droop van het noirisme in prachtige beelden." Kirk Honeycutt riep Schreiber uit tot "de echte heldin van de film, omdat ze de realitiet op een dramatische manier mengt met het surreële, waarbij ze door licht en kleur verschillende gezichten en emoties meegeeft aan ieder segment [van de film]." Jack Mathews schreef: "ik vermoed dat het - misschien wel uitsluitend - haar werk was waardoor November eerst een korte periode van vertoning in theaters beleefde, in plaats van direct op video te worden uitgebracht."